# Members Only
Members Only est un groupe de hip-hop américain fondé en 2014 dans le comté de Broward situé en Floride. 
Ce groupe est à la base un duo entre XXXTentacion et Ski Mask The Slump God créé après qu'ils se sont rencontrés dans un établissement pénitentiaire pour mineurs en 2013.

## Membres

### Membres actuels
- Ski Mask The Slump God (2014–jusqu'à présent)
- Bass Santana (2015–jusqu'à présent)
- KiD Trunks (2015–jusqu'à présent)
- Flyboy Tarantino (2015–jusqu'à présent)
- Kin$oul (2015–jusqu'à présent)
- Killstation (2017–jusqu'à présent)
- Robb Banks (2016–jusqu'à présent)
- Tankhead666 (2017–jusqu'à présent)
- Ikabod Veins (2016–jusqu'à présent)
- Absentwill (2014–jusqu'à présent)
- Stain (2015–jusqu'à présent)
- Reddz (2014–jusqu'à présent)
- Kidway (2018–jusqu'à présent)
- Ratchet Roach (2018–jusqu'à présent)
- SB (2015–jusqu'à présent)
- Rawhool Mane (2017–jusqu'à présent)
- Bhris (Date inconnue–jusqu'à présent)
- DJ Scheme (2016–jusqu'à présent)
- IceCat (2016–jusqu'à présent)
- Kanohan (2018–jusqu'à présent)

### Anciens membres
- Wifisfuneral (en) (2015-2017)
- 1HunnitJunior (2015-2016)
- Kilo Jr. (2015)
- Fukkit (2015-2016)
- XXXTentacion (†) (2014-2018)[1],[2],[3],[4])
- Craig Xen (2015-2019)
- Cooliecut (2017-2019)

## Discographie

### Album studio
- 2019 : Members Only, Vol. 4[5],[6],[7],[8]

### Mixtapes
- 2015 : Members Only, Vol. 2
- 2017 : Members Only, Vol. 3

### EP
- 2015 : Members Only, Vol. 1 (by XXXTentacion & Ski Mask the Slump God)